# Fosie
Fosie er en bydel i Malmø i Skåne. I Fosie bor cirka 40.000 personer.